# Sergueï Iourski
 (février 2019).
Si vous disposez d'ouvrages ou d'articles de référence ou si vous connaissez des sites web de qualité traitant du thème abordé ici, merci de compléter l'article en donnant les références utiles à sa vérifiabilité et en les liant à la section « Notes et références ».
Sergueï Iourievitch Iourski (en russe : Сергей Юрьевич Юрский), né à Leningrad (URSS) le 16 mars 1935 et mort à Moscou (Russie) le 8 février 2019,, est un acteur et scénariste soviétique puis russe.
Son rôle le plus notable au cinéma est celui d'Ostap Bender dans Le Veau d'or (1968).

## Biographie

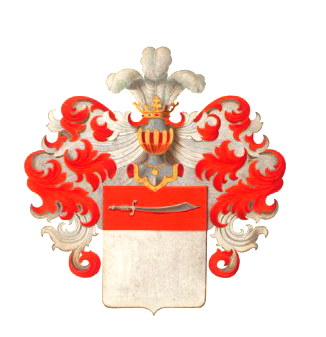
Les armoiries de la famille Jikharev.

Sergueï Iourski est le fils de Youri Sergueïevitch Iourski, directeur artistique de Cirque du boulevard Tsvetnoï, et de son épouse, née Evgenia Mikhaïalovna Romanova, professeur de musique. Le père de Sergueï, issu d'une famille de noblesse russe, les Jikharev (Жихаревы), prend le nom de Iourski quand il fait ses débuts sur scène dans les années 1930.
Sergueï Iourski fait ses études à la faculté juridique de l'Université de Leningrad. Il participe aux spectacles de la troupe universitaire dirigée par le professeur d'art dramatique Evguenia Vladimirovna Karpova. En 1955, après le cursus de trois ans de droit, il intègre la classe de Leonid Makariev (ru) à l'Institut de théâtre Ostrovski. En deuxième année, il est invité dans la troupe de Théâtre dramatique académique Gorki dont il devient l'un des acteurs principaux au milieu des années 1960. Il y débute également dans la mise en scène, avec l'adaptation de Molière ou la Cabale des dévots (Кабала святош) en 1974.
En 1978, l'artiste s'installe à Moscou et travaille au Théâtre Mossovet. À partir de 1991, il collabore également avec le Théâtre école de la pièce contemporaine (ru), en tant qu'acteur et metteur en scène.
On lui décerne le titre d'artiste émérite de la RSFSR en 1967 et le titre d'artiste du Peuple de la RSFSR en 1987.
Il débute au cinéma dans un petit rôle dans le mélodrame Povest o molodiojnakh de Sergueï Sideliov, mais il devra attendre la sortie de La République CHKID de Guennadi Poloka en 1966, pour connaître la célébrité.
En 1990, Sergueï Iourski se tourne vers la réalisation en portant à l'écran Tchernov, sa nouvelle écrite dans les années 1970, dont il adapte également le scénario.
Il meurt le 8 février 2019 d'une crise cardiaqueet est inhumé au cimetière Troïekourovskoïe.

## Distinctions
- Ordre de l'Honneur : le 10 avril 1995
- Médaille Pouchkine : le 4 juin 1999
- Ordre du Mérite pour la Patrie de la IVe classe : le 31 août 2005
- Ordre du Mérite pour la Patrie de la IIIe classe : le 14 mars 2010

## Filmographie partielle
Au cinéma
- 1962 : La Mouette noire (Чёрная чайка, Tchiornaïa tchaïka) de Grigori Koltounov : le tireur d'élite du cirque
- 1963 : L'actrice serf (Крепостная актриса) de Roman Tikhomirov
- 1965 : Le temps, en avant ! (Время, вперёд!) de Mikhail Schweitzer : Margoulies
- 1966 : La République Chkid (Республика ШКИД) de Guennadi Poloka : le proviseur
- 1966 : Le Veau d'or ((Золотой телёнок) de Mikhail Schweitzer : Ostap Bender
- 1968 : L'intervention (Интервенция) - de Guennadi Poloka : plusieurs personnages
- 1974 :Choix du but (Выбор цели) d'Igor Talankine : Oppencheimer
- 1984 :Amour et pigeons (Любовь и голуби) de Vladimir Menchov : oncle Mitia
- 1990 : Tchernov (Чернов) de Sergueï Iourski : maestro
- 2009 : Une chambre et démi (Полторы комнаты) d'Andreï Khrjanovski : père de Brodski

À la télévision
- 1979 : Il ne faut jamais changer le lieu d'un rendez-vous (Место встречи изменить нельзя) de Stanislav Govoroukhine : Ivan Grouzdev
- 1979 : Les petites tragédies (Маленькие трагедии) de Mikhail Schweitzer : l'improvisateur
- 1982 : Ichtchité jenchinou (« Ищите женщину »/« Cherchez la femme ») de Alla Sourikova : Maître Rocher, notaire
- 1996 : La Reine Margot (Королева Марго, Koroleva Margo) d'Alexandre Mouratov (ru) : René Bianchi